# Raduń (rejon korelicki)
Raduń (biał. Радунь, ros. Радунь) – wieś na Białorusi, w obwodzie grodzieńskim, w rejonie korelickim, w sielsowiecie Żuchowicze.
Znajduje się tu parafialna cerkiew prawosławna pw. Wszystkich Świętych Białoruskich.
Dawniej własność Radziwiłłów. Do 1939 leżał w Polsce, w województwie nowogródzkim, w powiecie stołpeckim.